# Āqcharī
Āqcharī (persiska: آقچری, Āqjarī, آقجری) är en ort i Iran.   Den ligger i provinsen Qazvin, i den norra delen av landet, 90 km nordväst om huvudstaden Teheran. Āqcharī ligger 1 820 meter över havet och antalet invånare är 111.
Terrängen runt Āqcharī är huvudsakligen kuperad, men norrut är den bergig.Runt Āqcharī är det ganska tätbefolkat, med 86 invånare per kvadratkilometer. Närmaste större samhälle är Naz̧arābād, 19,5 km söder om Āqcharī. Trakten runt Āqcharī består i huvudsak av gräsmarker.